# فانكوفر الغربية (كولومبيا البريطانية)
فانكوفر الغربية (بالإنجليزية: West Vancouver)‏ هي مدينة كندية تقع في مقاطعة كولومبيا البريطانية. تبلغ مساحة هذه المدينة 87.1289 (كم²)، ويبلغ عدد سكانها 42131 نسمة حسب إحصاء سنة 2006 م، بينما كان يسكنها 41421 نسمة في سنة 2001 م. تحتل هذه المدينة المرتبة رقم 108 بين مدن كندا حسب عدد السكان والمرتبة رقم 21 في المقاطعة. نما عدد السكان في هذه المدينة بنسبة (1.7) بين العامين المذكورين.

## أعلام
- سيريندا سوان
- أدريان بيرس
- ستيفن مولهولاند
- جاك هاتشينز
- كارولين كيف
- أندرو لورد
- جاك فليت
- داريل ديوك
- روي بيترسون
- جيمس أوبري سيمونز

## وصلات خارجية
- الأطلس الحكومي لكندا
- إحصاءات كندا مع ساعة تعداد السكان